# Campionatul European de Volei
Campionatul European de Volei este o competiție sportivă pentru echipele naționale, organizată la fiecare doi ani de  CEV, federația europeană de volei. Există competiții atât pentru bărbați cât și pentru femei. 
Primele Campionate Europene au avut loc în 1948, în Italia (la masculin) și în 1949, în Cehoslovacia (la feminin). Diferența inițială între campionate a fost variabilă, dar din 1975 campionatele au avut loc la fiecare doi ani.

## Turneul masculin

### Istoric
| 1948 Detalii | Roma                                           | Cehoslovacia      | sistem campionat | Franța        | Italia               | sistem campionat | Portugalia                  | 6  |
| 1950 Detalii | Sofia                                          | Uniunea Sovietică | sistem campionat | Cehoslovacia  | Ungaria              | sistem campionat | Bulgaria                    | 6  |
| 1951 Detalii | Paris                                          | Uniunea Sovietică | sistem campionat | Bulgaria      | Franța               | sistem campionat | România                     | 10 |
| 1955 Detalii | București                                      | Cehoslovacia      | sistem campionat | România       | Bulgaria             | sistem campionat | Uniunea Sovietică           | 14 |
| 1958 Detalii | Cehoslovacia                                   | Cehoslovacia      | sistem campionat | România       | Uniunea Sovietică    | sistem campionat | Bulgaria                    | 20 |
| 1963 Detalii | România                                        | România           | sistem campionat | Ungaria       | Uniunea Sovietică    | sistem campionat | Bulgaria                    | 17 |
| 1967 Detalii | Turcia                                         | Uniunea Sovietică | sistem campionat | Cehoslovacia  | Polonia              | sistem campionat | Republica Democrată Germană | 20 |
| 1971 Detalii | Italia                                         | Uniunea Sovietică | sistem campionat | Cehoslovacia  | România              | sistem campionat | Republica Democrată Germană | 22 |
| 1975 Detalii | Iugoslavia                                     | Uniunea Sovietică | sistem campionat | Polonia       | Iugoslavia           | sistem campionat | România                     | 12 |
| 1977 Detalii | Finlanda                                       | Uniunea Sovietică | 3–1              | Polonia       | România              | 3–0              | Ungaria                     | 12 |
| 1979 Detalii | Franța                                         | Uniunea Sovietică | sistem campionat | Polonia       | Iugoslavia           | sistem campionat | Franța                      | 12 |
| 1981 Detalii | Bulgaria                                       | Uniunea Sovietică | sistem campionat | Polonia       | Bulgaria             | sistem campionat | Cehoslovacia                | 12 |
| 1983 Detalii | RDG                                            | Uniunea Sovietică | sistem campionat | Polonia       | Bulgaria             | sistem campionat | Italia                      | 12 |
| 1985 Detalii | Olanda                                         | Uniunea Sovietică | sistem campionat | Cehoslovacia  | Franța               | sistem campionat | Polonia                     | 12 |
| 1987 Detalii | Auderghem / Gent                               | Uniunea Sovietică | 3–1              | Franța        | Grecia               | 3–2              | Suedia                      | 12 |
| 1989 Detalii | Örebro / Stockholm                             | Italia            | 3–1              | Suedia        | Țările de Jos        | 3–0              | Uniunea Sovietică           | 12 |
| 1991 Detalii | Germania                                       | Uniunea Sovietică | 3–0              | Italia        | Țările de Jos        | 3–0              | Germania                    | 12 |
| 1993 Detalii | Oulu / Turku                                   | Italia            | 3–2              | Țările de Jos | Rusia                | 3–1              | Germania                    | 12 |
| 1995 Detalii | Atena / Patras                                 | Italia            | 3–2              | Țările de Jos | Iugoslavia           | 3–0              | Bulgaria                    | 12 |
| 1997 Detalii | Eindhoven / 's-Hertogenbosch                   | Țările de Jos     | 3–1              | Iugoslavia    | Italia               | 3–1              | Franța                      | 12 |
| 1999 Detalii | Viena / Wiener Neustadt                        | Italia            | 3–1              | Rusia         | Iugoslavia           | 3–0              | Cehia                       | 8  |
| 2001 Detalii | Ostrava                                        | Iugoslavia        | 3–0              | Italia        | Rusia                | 3–2              | Cehia                       | 12 |
| 2003 Detalii | Berlin                                         | Italia            | 3–2              | Franța        | Rusia                | 3–1              | Serbia și Muntenegru        | 12 |
| 2005 Detalii | Roma / Belgrad                                 | Italia            | 3–2              | Rusia         | Serbia și Muntenegru | 3–0              | Spania                      | 12 |
| 2007 Detalii | Moscova / Saint Petersburg                     | Spania            | 3–2              | Rusia         | Serbia               | 3–1              | Finlanda                    | 16 |
| 2009 Detalii | Istanbul / İzmir                               | Polonia           | 3–1              | Franța        | Bulgaria             | 3–0              | Rusia                       | 16 |
| 2011 Detalii | Austria / Cehia                                | Serbia            | 3–1              | Italia        | Polonia              | 3–1              | Rusia                       | 16 |
| 2013 Detalii | Danemarca / Polonia                            | Rusia             | 3–1              | Italia        | Serbia               | 3–0              | Bulgaria                    | 16 |
| 2015 Detalii | Bulgaria / Italia                              | Franța            | 3–0              | Slovenia      | Italia               | 3–1              | Bulgaria                    | 16 |
| 2017 Detalii | Polonia                                        | Rusia             | 3–2              | Germania      | Serbia               | 3–2              | Belgia                      | 16 |
| 2019 Detalii | Belgia / Franța / Olanda / Slovenia            | Serbia            | 3–1              | Slovenia      | Polonia              | 3–0              | Franța                      | 24 |
| 2021 Detalii | Estonia / Finlanda / Polonia / Cehia           | Italia            | 3–2              | Slovenia      | Polonia              | 3–0              | Serbia                      | 24 |
| 2023 Detalii | Italia / Bulgaria / Macedonia de Nord / Israel | Polonia           | 3–0              | Italia        | Slovenia             | 3–2              | Franța                      | 24 |

### Total gazde
| Gazde | Națiuni (An(i)) |
| ----- | --- |
| 5     | Italia (1948, 1971, 2005 *, 2015 *, 2023 *) |
| 4     | Cehia (1958, 2001, 2011 *, 2021 *) · Bulgaria (1950, 1981, 2015 *, 2023 *)                                                                               |
| 3     | Franța (1951, 1979, 2019 *) · Germania (1983, 1991, 2003) · Olanda (1985, 1997, 2019 *) · Finlanda (1977, 1993, 2021 *) · Polonia (2013 *, 2017, 2021 *) |
| 2     | Belgia (1987, 2019 *) · România (1955, 1963) · Turcia (1967, 2009) · Serbia (1975, 2005 *) · Austria (1999, 2011 *)                                      |
| 1     | Suedia (1989) · Grecia (1995) · Rusia (2007) · Danemarca (2013 *) · Slovenia (2019 *) · Estonia (2021 *) · Macedonia de Nord (2023 *) · Israel (2023 *)  |

* = co-gazde.

### Sumar medalii
| Loc   | Țară          | Aur | Argint | Bronz | Total |
| ----- | ------------- | --- | ------ | ----- | ----- |
| 1     | Rusia         | 14  | 3      | 5     | 22    |
| 2     | Italia        | 7   | 5      | 3     | 15    |
| 3     | Cehia         | 3   | 4      | 0     | 7     |
| 4     | Serbia        | 3   | 1      | 8     | 12    |
| 5     | Polonia       | 2   | 5      | 4     | 11    |
| 6     | Franța        | 1   | 4      | 2     | 7     |
| 7     | Țările de Jos | 1   | 2      | 2     | 5     |
| 7     | România       | 1   | 2      | 2     | 5     |
| 9     | Spania        | 1   | 0      | 0     | 1     |
| 10    | Slovenia      | 0   | 3      | 1     | 4     |
| 11    | Bulgaria      | 0   | 1      | 4     | 5     |
| 12    | Ungaria       | 0   | 1      | 1     | 2     |
| 13    | Suedia        | 0   | 1      | 0     | 1     |
| 13    | Germania      | 0   | 1      | 0     | 1     |
| 15    | Grecia        | 0   | 0      | 1     | 1     |
| Total | Total         | 33  | 33     | 33    | 99    |

## Turneul feminin

### Istoric
| 1949 Detalii | Praga                                 | Uniunea Sovietică           | sistem campionat | Cehoslovacia                | Polonia                     | sistem campionat | România                     | 7  |
| 1950 Detalii | Sofia                                 | Uniunea Sovietică           | sistem campionat | Polonia                     | Cehoslovacia                | sistem campionat | Bulgaria                    | 6  |
| 1951 Detali  | Paris                                 | Uniunea Sovietică           | sistem campionat | Polonia                     | Iugoslavia                  | sistem campionat | Franța                      | 6  |
| 1955 Detalii | București                             | Cehoslovacia                | sistem campionat | Uniunea Sovietică           | Polonia                     | sistem campionat | România                     | 6  |
| 1958 Detalii | Cehoslovacia                          | Uniunea Sovietică           | sistem campionat | Cehoslovacia                | Polonia                     | sistem campionat | România                     | 12 |
| 1963 Detalii | România                               | Uniunea Sovietică           | sistem campionat | Polonia                     | România                     | sistem campionat | Republica Democrată Germană | 13 |
| 1967 Detalii | Turcia                                | Uniunea Sovietică           | sistem campionat | Polonia                     | Cehoslovacia                | sistem campionat | Republica Democrată Germană | 15 |
| 1971 Detalii | Italia                                | Uniunea Sovietică           | sistem campionat | Cehoslovacia                | Polonia                     | sistem campionat | Bulgaria                    | 18 |
| 1975 Detalii | Iugoslavia                            | Uniunea Sovietică           | sistem campionat | Ungaria                     | Republica Democrată Germană | sistem campionat | Bulgaria                    | 12 |
| 1977 Detalii | Finlanda                              | Uniunea Sovietică           | 3–0              | Republica Democrată Germană | Ungaria                     | 3–2              | Polonia                     | 12 |
| 1979 Detalii | Franța                                | Uniunea Sovietică           | sistem campionat | Republica Democrată Germană | Bulgaria                    | sistem campionat | Ungaria                     | 12 |
| 1981 Detalii | Bulgaria                              | Bulgaria                    | sistem campionat | Uniunea Sovietică           | Ungaria                     | sistem campionat | Republica Democrată Germană | 12 |
| 1983 Detalii | RDG                                   | Republica Democrată Germană | sistem campionat | Uniunea Sovietică           | Ungaria                     | sistem campionat | Bulgaria                    | 12 |
| 1985 Detalii | Olanda                                | Uniunea Sovietică           | sistem campionat | Republica Democrată Germană | Țările de Jos               | sistem campionat | Cehoslovacia                | 12 |
| 1987 Detalii | Belgia                                | Republica Democrată Germană | 3–2              | Uniunea Sovietică           | Cehoslovacia                | 3–0              | Bulgaria                    | 12 |
| 1989 Detalii | RFG                                   | Uniunea Sovietică           | 3–1              | Republica Democrată Germană | Italia                      | 3–0              | Bulgaria                    | 12 |
| 1991 Detalii | Italia                                | Uniunea Sovietică           | 3–0              | Țările de Jos               | Germania                    | 3–1              | Italia                      | 12 |
| 1993 Detalii | Brno / Zlín                           | Rusia                       | 3–0              | Cehoslovacia                | Ucraina                     | 3–1              | Italia                      | 12 |
| 1995 Detalii | Arnhem / Groningen                    | Țările de Jos               | 3–0              | Croația                     | Rusia                       | 3–0              | Germania                    | 12 |
| 1997 Detalii | Brno                                  | Rusia                       | 3–0              | Croația                     | Cehia                       | 3–0              | Bulgaria                    | 12 |
| 1999 Detalii | Perugia / Roma                        | Rusia                       | 3–0              | Croația                     | Italia                      | 3–0              | Germania                    | 8  |
| 2001 Detalii | Sofia / Varna                         | Rusia                       | 3–2              | Italia                      | Bulgaria                    | 3–1              | Ucraina                     | 12 |
| 2003 Detalii | Ankara                                | Polonia                     | 3–0              | Turcia                      | Germania                    | 3–2              | Țările de Jos               | 12 |
| 2005 Detalii | Pula / Zagreb                         | Polonia                     | 3–1              | Italia                      | Rusia                       | 3–0              | Azerbaidjan                 | 12 |
| 2007 Detalii | Belgia / Luxemburg                    | Italia                      | 3–0              | Serbia                      | Rusia                       | 3–1              | Polonia                     | 16 |
| 2009 Detalii | Polonia                               | Italia                      | 3–0              | Țările de Jos               | Polonia                     | 3–0              | Germania                    | 16 |
| 2011 Detalii | Italia / Serbia                       | Serbia                      | 3–2              | Germania                    | Turcia                      | 3–2              | Italia                      | 16 |
| 2013 Detalii | Germania / Elveția                    | Rusia                       | 3–1              | Germania                    | Belgia                      | 3–2              | Serbia                      | 16 |
| 2015 Detalii | Belgia / Olanda                       | Rusia                       | 3–0              | Țările de Jos               | Serbia                      | 3–0              | Turcia                      | 16 |
| 2017 Detalii | Azerbaidjan / Georgia                 | Serbia                      | 3–1              | Țările de Jos               | Turcia                      | 3–1              | Azerbaidjan                 | 16 |
| 2019 Detalii | Polonia / Slovacia / Turcia / Ungaria | Serbia                      | 3–2              | Turcia                      | Italia                      | 3–0              | Polonia                     | 24 |
| 2021 Detalii | Bulgaria / Croația / România / Serbia | Italia                      | 3–1              | Serbia                      | Turcia                      | 3–0              | Țările de Jos               | 24 |
| 2023 Detalii | Germania / Belgia / Estonia / Italia  | Turcia                      | 3–2              | Serbia                      | Țările de Jos               | 3–0              | Italia                      | 24 |

### Sumar de medalii
| Loc   | Țară          | Aur | Argint | Bronz | Total |
| ----- | ------------- | --- | ------ | ----- | ----- |
| 1     | Rusia         | 19  | 4      | 3     | 26    |
| 2     | Serbia        | 3   | 3      | 2     | 8     |
| 3     | Italia        | 3   | 2      | 3     | 8     |
| 4     | Germania      | 2   | 6      | 3     | 11    |
| 5     | Polonia       | 2   | 4      | 5     | 11    |
| 6     | Cehia         | 1   | 4      | 4     | 9     |
| 7     | Țările de Jos | 1   | 4      | 2     | 7     |
| 8     | Turcia        | 1   | 2      | 3     | 6     |
| 9     | Bulgaria      | 1   | 0      | 2     | 3     |
| 10    | Croația       | 0   | 3      | 0     | 3     |
| 11    | Ungaria       | 0   | 1      | 3     | 4     |
| 12    | Belgia        | 0   | 0      | 1     | 1     |
| 12    | România       | 0   | 0      | 1     | 1     |
| 12    | Ucraina       | 0   | 0      | 1     | 1     |
| Total | Total         | 33  | 33     | 33    | 99    |